# Воловник
Воловник (словен. Volovnik) — поселення в общині Кршко, Споднєпосавський регіон, Словенія. Висота над рівнем моря: 335,5 м.